# Rüdiger Inhetveen
Rüdiger Inhetveen (* 1943) ist ein deutscher Philosoph.

## Leben
Nach einem Studium der Mathematik und Philosophie in Erlangen wurde 
Inhetveen 1971 im Fach Mathematik promoviert. Das Thema seiner Dissertation war „Zur Theorie der primärzerlegbaren Gruppen“.
Anschließend war er wissenschaftlicher Assistent am Institut für Philosophie der Friedrich-Alexander-Universität Erlangen-Nürnberg.
Gemeinsam mit Paul Lorenzen und Peter Janich verfasste er grundlegende Beiträge zur
philosophischen Strömung des methodischen Konstruktivismus. In seinen Arbeiten behandelt
er unter anderem Themen zur methodischen Konstruktion der Geometrie (formentheoretische Begründung) und Mathematik allgemein, der Informatik und Protophysik der Zeit. 
Er ist zudem Autor eines modernen Logikbuches, des neuesten deutschsprachigen Buches zum Thema Dialogische Logik.

## Bücher und Schriften
- Zur Theorie der primärzerlegbaren Gruppen. Diss. Naturwiss. Fak. Univ. Erlangen-Nürnberg 1971.
- Konstruktive Geometrie. Eine formentheoretische Begründung der euklid. Geometrie. Bibliographisches Institut Mannheim 1983.
- Technische Rationalität und rationale Heuristik. Herausgegeben von Clemens Burrichter und Rüdiger Inhetveen. Verlag Schöningh Paderborn 1986.
- Enteignen uns die Wissenschaften? Zum Verhältnis zwischen Erfahrung und Empirie. Herausgegeben von Hans Julius Schneider und Rüdiger Inhetveen. Verlag Fink München 1993 (Erlanger Beiträge zur Wissenschaftsforschung).
- Forschung nach Programm? Zur Entstehung, Struktur und Wirkung wissenschaftlicher Forschungsprogramme. Herausgegeben von Rüdiger Inhetveen und Rudolf Kötter. Verlag Fink München 1994 (Erlanger Beiträge zur Wissenschaftsforschung).
- Betrachten, Beobachten, Beschreiben. Beschreibungen in Kultur- und Naturwissenschaften. Herausgegeben von Rüdiger Inhetveen und Rudolf Kötter. Verlag Fink München 1996 (Erlanger Beiträge zur Wissenschaftsforschung).
- Logik. Eine dialog-orientierte Einführung. Edition am Gutenbergplatz Leipzig 2003. EAGLE 002 ().

## Weblink
- Literatur von und über Rüdiger Inhetveen im Katalog der Deutschen Nationalbibliothek

| Personendaten    | Personendaten       |
| ---------------- | ------------------- |
| NAME             | Inhetveen, Rüdiger  |
| KURZBESCHREIBUNG | deutscher Philosoph |
| GEBURTSDATUM     | 1943                |